# Robert Neill

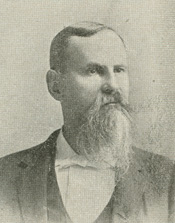
Robert Neill, 1896

Robert Neill (* 12. November 1838 bei Desha, Independence County, Arkansas; † 16. Februar 1907 in Batesville, Arkansas) war ein US-amerikanischer Politiker. Zwischen 1893 und 1897 vertrat er den sechsten Wahlbezirk des Bundesstaates Arkansas im US-Repräsentantenhaus.

## Werdegang
Robert Neill besuchte die öffentlichen Schulen seiner Heimat und erlernte danach den Beruf des Landvermessers. Im August 1860 begann er im Independence County in diesem Beruf zu arbeiten. Während des Bürgerkrieges war er Soldat in der Armee der Konföderierten Staaten, in deren Reihen er es bis zum Captain brachte. Nach dem Krieg war Robert Neill von 1866 bis 1868 als Gerichtsdiener am Bezirksgericht im Independence County tätig. Gleichzeitig studierte er Jura. Nach seiner 1868 erfolgten Zulassung als Rechtsanwalt begann er ab 1872 in Batesville in diesem Beruf zu arbeiten. Neill war bis 1882 auch Mitglied der Miliz von Arkansas und brachte es dort bis zum Brigadegeneral.
Neill war Mitglied der Demokratischen Partei und im Jahr 1868 Delegierter zur Democratic National Convention in New York. Auf dem Parteitag in Arkansas im selben Jahr fungierte er als dessen Vizepräsident. Bei den Kongresswahlen des Jahres 1892 wurde Neill im neugeschaffenen sechsten Distrikt von Arkansas in das US-Repräsentantenhaus in Washington, D.C. gewählt. Nach einer Wiederwahl im Jahr 1894 konnte er bis zum 3. März 1897 zwei Legislaturperioden im Kongress absolvieren. Für die Wahlen des Jahres 1896 wurde er von seiner Partei nicht erneut nominiert. Nach seinem Ausscheiden aus dem Kongress arbeitete Neill wieder als Anwalt. Zwischen 1899 und 1900 war er Vorsitzender des Eisenbahnausschusses von Arkansas. Robert Neill starb im Februar 1907 in Batesville und wurde dort auch beigesetzt.